# Huangpu kerület (Sanghaj)

Sanghaj Huangpu kerülete

A Huangpu kerület (pinyin:Huángpǔ Qū), amit Új Huangpu néven is ismernek, a kínai nagyváros, Sanghaj 18 kerületének egyike és egyben történelmi belvárosa. A régi Huangpu és Nanshi kerületek összevonásával jött létre 2000-ben. 12,41 km²-rel és 574.500 lakossal a kerület egyike a világ legsűrűbben lakott területeinek.
Huangpu Sanghaj központjában található, Kínában, a Huangpu-folyó partjánál, amelyről a nevét kapta. Átellenben Pudong kerülete fekszik.

## Története

### Nanshi
A korábbi Nanshi kerület, (pinyin:Nánshì), szó szerinti fordításban „déli város”, Sanghaj történeti központja, magába foglalja az öreg, fallal körülvett területet. A város fala a Wokou kalózok megállítására épült. Ez a Ming dinasztia korabeli fal határozta meg Sanghaj városának növekedési határát a következő néhány századra. 1842-ben hozták létre a régi várostól északra a brit koncessziós területet. A fallal körülvett kínai város ekkor kapta a „déli város” nevet.

### Huangpu
A 19. század második felében és a 20. század elején ez a terület gyorsan Sanghaj gazdasági központjává vált. Sanghaj önkormányzata mindig Huangpu kerületében kapott helyet, először a régi Sanghaj önkormányzatának tanácsi épületében, majd a HSBC épületben.

### Összeolvadás
1993-ban Nanshi kerületének a Huangpu-folyó keleti partján fekvő része olvadt össze Pudong új kerületével. 2000-ben a Sanghaj önkormányzata teljesen megszüntette Nanshi kerületét, beleolvasztva a Huangpu kerületbe.

## Látnivalók
A Huangpu kerület sokáig Sanghaj gazdasági központja volt. (Mára a pénzügyi központ átkerült a Huangpu túloldalán épült felhőkarcolókba.) A Huangpu-folyó rakpartja a híres Bund ahol régen dokkok és raktárak sorakoztak, később a nagyváros lüktető központja lett. Itt található a Nanjing út, a város fő bevásárlóutcája. A Fuzhuo út Sanghaj könyvárusításának központja.
A britek által épített korábbi lóversenypálya helyén terül el ma a Nép Tere. Itt található a Sanghaji Nagyszínház, a Sanghaj Múzeum, a Sanghaj Történelmi Múzeum és a Sanghaj Várostervezési Kiállítócsarnok. A Sanghaj Természetrajzi Múzeum szintén a Huangpu kerületben kapott helyet.
A régen fallal körülvett Nanshi kerületbe a városi templom és a Yuyuan kert miatt érdemes ellátogatni.
A Googlenek is van irodája a Huangpu kerületben.